# Ilhéu dos Pássaros
Ilhéu dos Pássaros är en ö i Kap Verde.   Den ligger i kommunen Concelho de São Vicente, i den nordvästra delen av landet, 270 km nordväst om huvudstaden Praia.
Terrängen på Ilhéu dos Pássaros är varierad. Öns högsta punkt är 19 meter över havet.
Omgivningarna runt Ilhéu dos Pássaros är i huvudsak ett öppet busklandskap. Runt Ilhéu dos Pássaros är det ganska tätbefolkat, med 222 invånare per kvadratkilometer.